# 收銀機

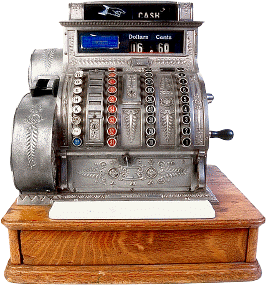
收銀機

收銀機是一部儀器，由人手操作，設置於零售商店，由收銀員打入每位顧客所購買的貨品牌價，收銀機會计算出其總消費金額。收銀機的底部通常設有存放現金的錢箱，讓收銀員可將收到的現金放入其中。收銀機是日記賬式记录當天的所有贸易。在每天，商店休息前，店員會點算收銀機內的實際現金額，再與機內的日記賬（俗稱蛇仔）總額比對，此為內部審計之一。
通常收银机也打印收据或發票给顾客，為保證每單交易在日記賬必有記錄。有不少店主提示顧客，購物必須要索取機印收據，若收銀員收銀後不打印收據，顧客可以向店主投訴，某些國家地區為避免店家逃漏營業稅，會規定統一格式的收銀機發票。

## 現況
在超級市場等商店，收銀機是一部銷售時點情報系統（POS）的電腦終端機，它連線至總公司的電腦中心，作實時企業資源規劃（ERP）及資訊流管理。

## 相關
- 物流管理
- 審計學
- 會計
- 條碼資料輸入
- 透寫紙
- 感光紙
- 打印機

## 外部連結
- Cash register terms （页面存档备份，存于）
- Cash register forum （页面存档备份，存于）
- Cash register instruction manuals